# آرتو هالونن
آرتو هالونن (فنلاندی: Arto Halonen؛ زادهٔ ۱۱ ژانویهٔ ۱۹۶۴) کارگردان فیلم، تهیه‌کننده فیلم، فیلم‌نامه‌نویس و فیلم‌ساز مستند اهل فنلاند است.
در سال ۲۰۰۸ میلادی، دولت چین بدون هیچ توضیح رسمی، برای او جهت حضور در بازی‌های المپیک تابستانی ۲۰۰۸ روادید صادر نکرد. هالونن پیش‌تر در سال ۱۹۹۸ میلادی، یک فیلم مستند دربارهٔ تبت به نام کارماپا ساخته بود.
فیلم مستند دیگر او، سایه کتاب مقدس دربارهٔ ترکمنستان، روح‌نامه و کار و کسب شرکت‌های بزرگی چون بوویگ و زیمنس در این کشور است که دارای منابع عظیم نفت و گاز است.
از آثار دیگر او، می‌توان به فیلم مستندی دربارهٔ مرد تانکی و همچنین شاهدخت اشاره نمود.